# Bragadiru (gmina)
Bragadiru – gmina w Rumunii, w okręgu Teleorman. Obejmuje tylko jedną miejscowość Bragadiru. W 2011 roku liczyła 3969 mieszkańców. 